# Saison 11 des Mystères de l'amour
Chronologie
Saison 10 Saison 12
La onzième saison des Mystères de l'amour, série télévisée française créée par Jean-François Porry, est diffusée sur la chaîne TMC du 28 novembre 2015 au 6 mars 2016.

## Distribution

### Acteurs principaux (dans l'ordre d'apparition au générique)
- Hélène Rollès : Hélène Watson
- Patrick Puydebat : Nicolas Vernier
- Serge Gisquière : Peter Watson
- Laure Guibert : Bénédicte Breton
- Philippe Vasseur : José Da Silva
- Laly Meignan : Laly Polleï
- Richard Pigois : John Greyson
- Sébastien Roch : Christian Roquier
- Marion Huguenin : Chloé Girard
- Macha Polikarpova : Olga Poliarva
- Lakshan Abenayake : Rudy Ayake
- Tom Schacht : Jimmy Werner
- Magali Semetys : Marie Dumont
- Audrey Moore : Audrey McAllister
- Cathy Andrieu : Cathy

### Acteurs récurrents
- Rochelle Redfield : Johanna McCormick
- Fabrice Josso : Étienne Varlier
- Marjorie Bourgeois : le capitaine Stéphanie Dorville
- Frédéric Attard : le capitaine Anthony Maugendre
- Angèle Vivier : Aurélie
- Coralie Caulier : Angèle Dumont
- Valentin Byls : Nicky McAllister
- Manon Schraen : Léa Werner
- Michel Victor Guibbert : Erwan Watson
- Maéva El Aroussi : Gwen Watson
- Elliot Delage : Julien
- Jean-Baptiste Sagory : Sylvain
- Michel Robbe : Jean-Paul Lambert
- Jean-Marie Rollin : Jean-Marc, le compagnon de Julien
- Santha Leng : M. Tchang, directeur de la Chu Corporation
- François Nambot : Bernie Cazeneuve

### Acteurs invités
- Théo Phan : Yann Gaubert
- Macha Orlova : Alexandra
- Anton Yakovlev : Anton
- Alexandra Campanacci : Carine
- Alexa Mariny : Alexa
- Marie-Céline : Ophélie
- Raphaël Hidrot : Elvis/Jean-Pierre
- Virginie Caren : Aline
- Romain Duquesne : Nicolas
- Alyzée Lalande : Laura
- Camille Raymond : Justine Girard
- Olivier Quéméner : Olivier Morvan, le journaliste d'Info France

## Liste des épisodes
1. Petits mensonges entre amis
2. Amours et désamours
3. Effets secondaires
4. Prises et surprises
5. Nuit agitée
6. Coupable attirance
7. Coquins et coquines
8. Tout est mystère dans l'amour
9. Rendez-vous secrets
10. Serial lover
11. Flagrants délits
12. Songes et mensonges
13. Ultime trahison
14. Double trahison
15. La chute
16. Inquiétudes
17. Risques d’explosions
18. Stress et détresse
19. Angoisses
20. Triste Saint-Valentin
21. La remplaçante
22. Libération et arrestation
23. Vices et procédures
24. Démasqué !
25. Retours difficiles
26. Les fils du destin